# Adrian (Wisconsin)
Adrian – miasto w Stanach Zjednoczonych, w stanie Wisconsin, w hrabstwie Monroe.